# 巴列姆山谷

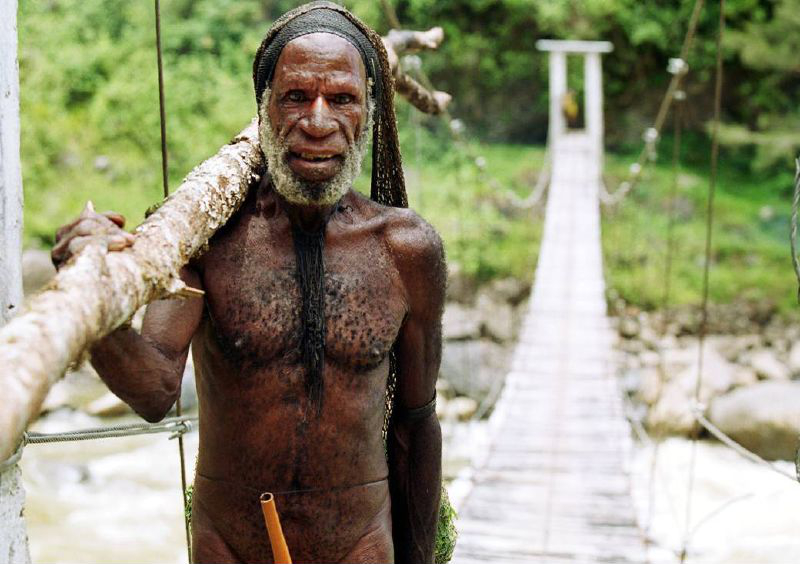
在巴列姆山谷生活的雅利族

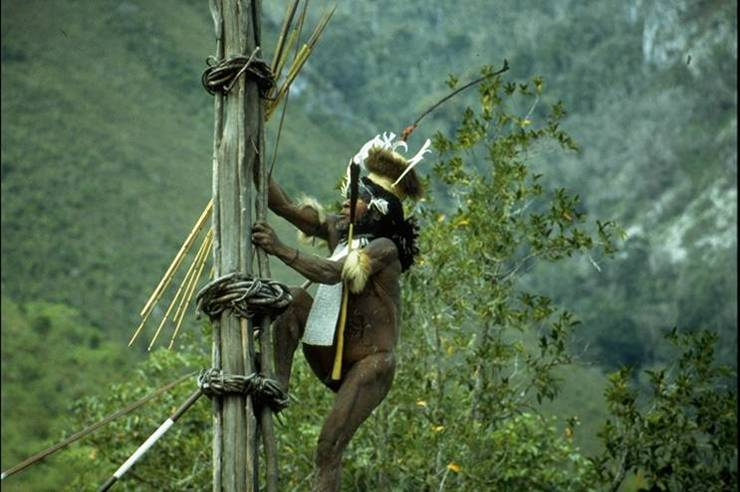
生活在山谷中的一个达尼族酋长

巴列姆山谷（Baliem Valley或Balim Valley）也称为格兰德山谷（Grand Valley，意为大峡谷），是新几内亚岛中部高地里的一条山谷，长80 km宽20 km，海拔1600-1700米。山谷中人口大约有20万，该地主要被达尼族占领。山谷中的主要城镇是瓦梅纳。
就外部世界而言，巴列姆山谷以及当中大量农业人口的发现纯属巧合。1938年，动物学家理查德·阿尔巴德在新几内亚岛进行第三次动物学考察；6月21日，他在从荷兰地亚向南的空中考察飞行中发现了格兰德山谷。

## 航空事故
1945年的新几内亚救援格雷姆林特别小队事件发生在此山谷。美国陆军航空兵团的一架道格拉斯C-47运输机在从荷兰地亚飞往巴列姆山谷时坠毁，共丧生21人幸存3人，幸存者被原住民达尼人包围，这一事件当时被大量宣传。2011年一本关于这一事件的书迷失在香格里拉出版，并荣获2011年沙龙书奖。

## 资料来源
1. ↑  Laura Miller. "The best fiction of 2011" （页面存档备份，存于）, "The best nonfiction of 2011" （页面存档备份，存于） - Salon, Dec 8, 2011.